# Иванчич, Иван
Иван Иванчич (хорв. Ivan Ivančić; 6 декабря 1937, Грабовица, близ Томиславграда, Королевство Югославия — 28 августа 2014, Загреб, Хорватия) — югославский легкоатлет и тренер, двукратный бронзовый призер чемпионатов Европы в помещении в толкании ядра (1980, 1983).

## Спортивная карьера
Окончил факультет физической культуры и спорта Белградского университета.
В спорт высоких достижений пришел случайно, добившись серьезных достижений во время соревнований в толкании ядра на Спартакиаде трудящихся, где он выступал за коллектив Министерства транспорта. Он начал тренироваться в легкоатлетическом клубе «Црвена Звезда», за который впоследствии выступал на протяжении 24 лет, с четырехлетним перерывом, когда он представлял белградский «Партизан».
Стал лучшим югославским толкателем ядра в начале-середине 1970-х гг. Являлся семикратным чемпионом страны (1970—1975, 1977) и шесть раз улучшал национальный рекорд. В 1975 г. выиграл золотую медаль на Средиземноморских играх в Алжире и становился бронзовым призером в хорватском Сплите (1979, был двукратным бронзовым призером чемпионатов Европы по легкой атлетике в закрытых помещениях: в западногерманском Зиндельфингене (1980) и в Будапеште (1983). Кроме того, он представлял Югославию на летних Олимпийских играх в Мюнхене (1972) и Монреале (1976) и на чемпионате мира по легкой атлетике в Хельсинки (1983), на которых был 19-м, 16-м и 12-м, соответственно. Его выступление в финальных соревнованиях в Хельсинки, в возрасте 45 лет и 244 дней сделало его старейшим по возрасту участником подобных соревнований в истории легкой атлетики.
31 августа 1983 года в Кобленце, менее чем через месяц после финала в Хельсинки, спортсмен установил свой личный рекорд — 20,77 м. По состоянию на 2012 г., этот результат являлся мировым рекордом в толкании ядра в категории М45 (мужчины 45-49 лет).
Завершил спортивную карьеру в 1987 г., в возрасте 50 лет. В течение некоторого времени он принимал активное участие в соревнованиях ветеранов, закончив выступления, когда снаряд перестал улетать за 20 м.

## Тренерская карьера
В 1970-х гг. начал работать тренером. Подготовил Владимира Милича и Йована Лазаревича, золотых медалистов в толкании ядра национального первенства и Средиземноморских игр, соответственно. После распада Югославии тренировал хорватских спортсменов, среди них: чемпиона и рекордсмена мира среди юниоров в толкании ядра, победителя Средиземноморских игр Эдиса Элкасевича, рекордсмена мира среди молодежи Марина Премеру, двукратного чемпиона мира среди юниоров в метании молота Ивану Брклячича и чемпиона Параолимпийских игр, чемпиона и рекордсмена мира в толкании ядра Дарко Краля. Под его руководством добилась своих первых значительных успехов двукратная чемпионка Европы по метанию диска среди юниоров и будущая олимпийская чемпионка Лондона (2012) Сандра Перкович.